# 荷馬·達德利
荷馬·達德利（英語：Homer W. Dudley，1896年—1987年），生於美國維吉尼亞州，電機工程師與音訊工程師的先驅者。曾服務於貝爾實驗室，在1930年代，提出聲碼器的概念。

## 生平
荷馬·達德利生於維吉尼亞州，但在賓夕法尼亞州長大。